# Парчинес
Парчинес (итал. Parcines) је насеље у Италији у округу Болцано, региону Трентино-Јужни Тирол.
Према процени из 2011. у насељу је живело 1211 становника. Насеље се налази на надморској висини од 643 м.

## Становништво
Према резултатима пописа становништва 2011. у општини је живело 3.536 становника.
| 1931. | 1936. | 1951. | 1961. | 1971. | 1981. | 1991. | 2001. | 2011. |
| ----- | ----- | ----- | ----- | ----- | ----- | ----- | ----- | ----- |
| 1.863 | 1.983 | 1.874 | 2.033 | 2.378 | 2.699 | 2.911 | 3.192 | 3.536 |